# Чешув
Чешув (пол. Czeszów) — село в Польщі, у гміні Завоня Тшебницького повіту Нижньосілезького воєводства.
Населення — 928 осіб (2011).
У 1975-1998 роках село належало до Вроцлавського воєводства.

## Демографія
Демографічна структура станом на 31 березня 2011 року:
|          | Загалом | Допрацездатний вік | Працездатний вік | Постпрацездатний вік |
| -------- | ------- | ------------------ | ---------------- | -------------------- |
| Чоловіки | 462     | 82                 | 339              | 41                   |
| Жінки    | 466     | 85                 | 280              | 101                  |
| Разом    | 928     | 167                | 619              | 142                  |